# Hetta
Hetta (en same du Nord : Heahttá) est le principal village et le centre administratif de la municipalité d'Enontekiö, situé à l'extrême nord-ouest de la Finlande en Laponie.

## Présentation
Le village, très étendu, s'étend sur la rive nord du lac Ounas, non loin de la frontière nord du parc national de Pallas-Yllästunturi. On trouve à Hetta une école, une bibliothèque, une église et l'administration de la commune. La population est d'environ 500 habitants, le quart de la population de la commune.
Un petit aéroport est construit à 8 km à l'ouest et accueille des vols irréguliers et saisonniers vers Helsinki.

## Galerie

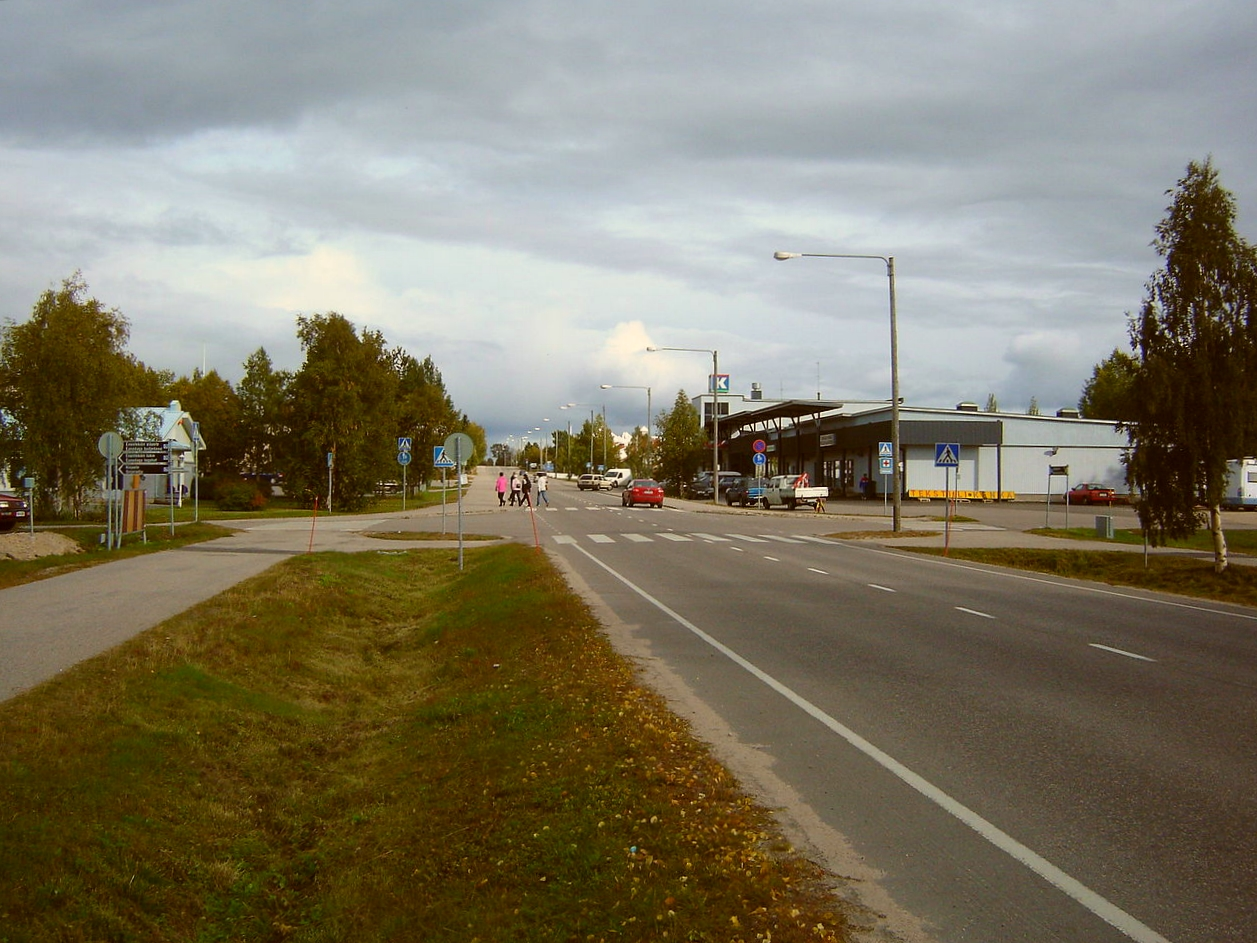
Le centre d'Hetta.
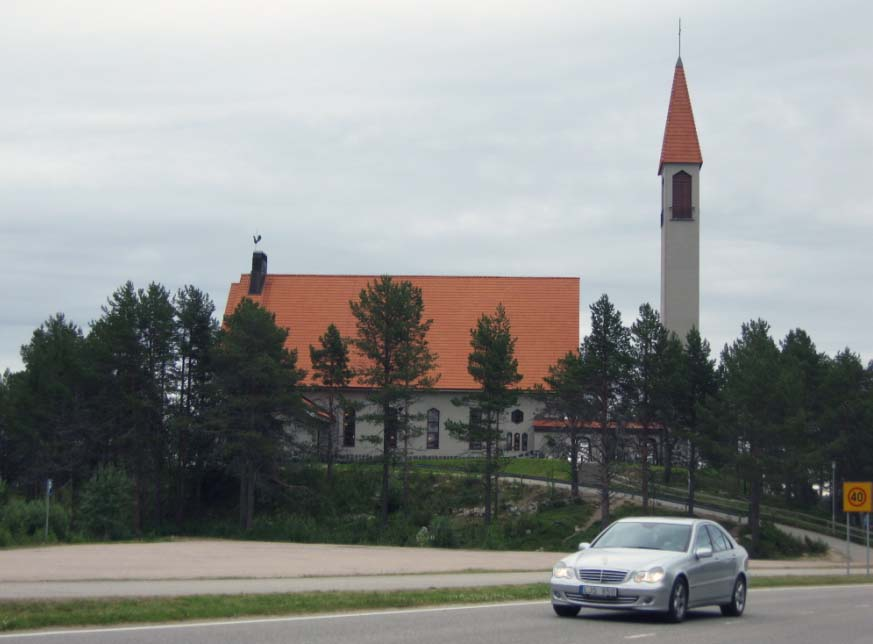
Église d'Enontekiö.